# Top Gear (1977)
Top Gear was een halfuur durend autoprogramma van 1977 tot 2001 op BBC2 in het Verenigd Koninkrijk. In 2002 werd het opgevolgd door Top Gear in een vernieuwd formaat, evenals vele spin-offs, zoals Top Gear Amerika, Top Gear Australia, Top Gear Korea en Top Gear Russia.

## Geschiedenis

### 1977
De originele Top Gear startte als een maandelijks terugkerende televisieserie geproduceerd door BBC Midlands, gevestigd in de Pebble Mill Studios in Birmingham. Het halfuur-durende programma had het format van een actualiteitenprogramma en werd alleen uitgezonden voor de bewoners van de West Midlands. De naam en het concept achter Top Gear werd bedacht door uitvoerend producent Derek Smith. Het programma bevatte verscheidene auto-gerelateerde kwesties, zoals nieuwe auto's die op de weg worden beproefd, brandstofbesparing, veiligheid, de politie, snelheidsovertredingen, verzekeren, tweedehands auto's en het rijden naar vakantiebestemmingen.
De eerste aflevering werd om 22:15u, op 22 april 1977 uitgezonden op BBC 1 Midlands. Het werd gepresenteerd door Angela Rippon en Tom Coyne. In die eerste aflevering reed Rippon van Shepherd's Bush in Londen naar de Pebble Mill Studios in Birmingham, terwijl ze onderweg verslag uitbracht van de rijomstandigheden. Andere items van de eerste aflevering waren: verkeersdrempels, brandstofverbruik, rare nieuwe verkeersborden en een interview met de Minister van Transport. Er zaten negen afleveringen in het eerste seizoen.

### 1978
De BBC nam Top Gear over en veranderde het in een halfuur-durend wekelijks terugkerend programma op BBC2 op 13 juli 1978. Derek Smith bleef uitvoerend producent, net als Angela Rippon presentatrice bleef, naast de nieuwe Barrie Gill.

### Stop en herlancering
In 2001 besloot de BBC het programma stop te zetten, waarna in 2002 het nieuwe Fifth Gear door Channel 5 werd opgezet, presentatoren daarvan hadden ook aan het Top Gear programma gewerkt.
In 2002 besloot de BBC Top Gear terug te brengen op televisie, maar nu als een programma van een uur dat in een studio werd opgenomen. Het idee kwam van Andy Willman en Jeremy Clarkson, die het eerste seizoen van het programma presenteerde met Richard Hammond en Jason Dawe. Dawe werd in het tweede seizoen vervangen door James May.

## Presentatoren
- Angela Rippon (1977-1979)
- Mike Dornan (1979-1980)
- Noel Edmonds (1979-1980)
- Gill Pyrah (1979-1980)
- Peter Macann (1980)
- Marian Foster (1980)
- Sue Baker (1980-1991)
- Stewart Woodcock (1981-1982)
- William Woollard (1981-1991)
- Chris Goffey (1981-1997)
- Tom Boswell (1981-1982; 1988-1990)
- Bob Friend (1982)
- Malcolm Wilson (1986-1994)
- Tony Mason (1986-2000)
- Tiff Needell (1987-2001)
- Jeremy Clarkson (1988-2001)
- Jon Bentley (1988-1997)

- David Llewellin (1990-1994)
- Michael Collie (1991)
- Quentin Willson (1991-2000)
- Michele Newman (1992-1998)
- Stephen Lee (1992-1993)
- Steve Berry (1993-1999)
- Andy Wilman (1994-2001)
- Russell Bulgin (1994)
- Stephen Bayley (1994)
- Vicki Butler-Henderson (1994; 1997-2001)
- Stirling Moss (1997)
- Julia Bradbury (1998-1999)
- Brendan Coogan (1999)
- James May (1999)
- Kate Humble (1999-2000)
- Adrian Simpson (2000-2001)
- Jason Barlow (2000-2002)